# 萩博物館
萩博物館（日语：はぎはくぶつかん）是位於日本山口縣萩市的一座綜合博物館。萩市保留有眾多歷史資料和建築，市政府慾將萩市整體打造為一座大博物館，而萩博物館就是這一構想的核心設施。現在的萩博物館開業於2004年。

## 関連項目
- 萩市立歴史民俗資料館
  - 阿武川歴史民俗資料館 （页面存档备份，存于）/須佐歴史民俗資料館 （页面存档备份，存于）
- 一坂太郎
- 明治日本の産業革命遺産_製鉄・製鋼、造船、石炭産業

## 外部連結
- 萩博物館の公式ホームページ （页面存档备份，存于）
- 萩まちじゅう博物館